# Roman Rurański
Roman Czesław Rurański (ur. 1 lipca 1931 w Chorzowie, zm. 8 października 2009) – polski ślusarz i polityk, poseł na Sejm PRL VII, VIII i IX kadencji (1976–1989). W młodości piłkarz.

## Życiorys
W czasie niemieckiej okupacji był zawodnikiem Bismarckhütter SV. Po wojnie występował w Ruchu Chorzów, w którego barwach rozegrał pięć spotkań I ligi i zdobył dwie bramki. W ekstraklasowym debiucie w październiku 1949 złamał podudzie. W 1950 jego zespół (pod nazwą Unii) zdobył wicemistrzostwo Polski. Zakończył karierę wobec problemów z łąkotką.
Posiadał wykształcenie zasadnicze zawodowe (w 1946 ukończył trzyletnie Gimnazjum Przemysłowe i uzyskał dyplom czeladnika w zawodzie ślusarsko-mechanicznym). Pracował w Hucie Batory w Chorzowie jako ślusarz-brygadzista.
W 1959 wstąpił do Polskiej Zjednoczonej Partii Robotniczej, w której był członkiem egzekutywy Podstawowej Organizacji Partyjnej. W 1976 uzyskał mandat posła na Sejm VII kadencji w okręgu Chorzów. Zasiadał w Komisji Nauki i Postępu Technicznego oraz w Komisji Przemysłu Ciężkiego, Maszynowego i Hutnictwa. W 1980 i 1985 uzyskiwał reelekcję. W Sejmie VIII kadencji zasiadał w Komisji Nauki i Postępu Technicznego, Komisji Przemysłu Ciężkiego, Maszynowego i Hutnictwa, Komisji Do Spraw Samorządu Pracowniczego Przedsiębiorstw oraz w Komisji Przemysłu, a w Sejmie IX kadencji w Komisji Przemysłu. W latach 80. był też członkiem prezydium Rady Zakładowej Patriotycznego Ruchu Odrodzenia Narodowego.
Odznaczony Orderem Sztandaru Pracy I i II klasy. 
Pochowany na cmentarzu komunalnym w Tychach.